# Basílica de la Santa Sangre (Brujas)
La basílica de la Santa Sangre (en neerlandés: Heilig-Bloedbasiliek, en francés: Basilique du Saint-Sang) es una basílica menor de culto católico ubicada en Brujas, Bélgica. Construida originalmente en el siglo XII como capilla de la residencia del conde de Flandes, la iglesia alberga una venerada reliquia de la sangre de Cristo, supuestamente recogida por José de Arimatea y traída de Tierra Santa por Teodorico de Alsacia, conde de Flandes. Construida entre 1134 y 1157, fue consagrada como basílica menor en 1923.
La basílica, del siglo XII, está situada en la Plaza Burg, y consiste en una capilla inferior y otra superior. La capilla inferior, dedicada a San Basilio el Grande, es una oscura estructura románica que se mantiene prácticamente en estado original. La reliquia se encuentra en la capilla superior, reconstruida en estilo gótico durante el siglo XVI, y renovada numerosas veces durante el siglo XIX en estilo neogótico.

## Historia
En 1134, Teodorico de Alsacia decidió construir una doble capilla privada contigua a la Oud Steen, la primera residencia de los condes de Flandes, convertida hoy en el ayuntamiento de Brujas. Teodorico partió a la segunda cruzada en 1147, y según la tradición, volvió a su ciudad, Brujas, el 28 de febrero de 1150 con la reliquia de la Santa Sangre. Durante la primera mitad del siglo XIII, el nombre de la capilla superior se cambió a Capilla de la Santa Sangre.

## Capilla de San Basilio

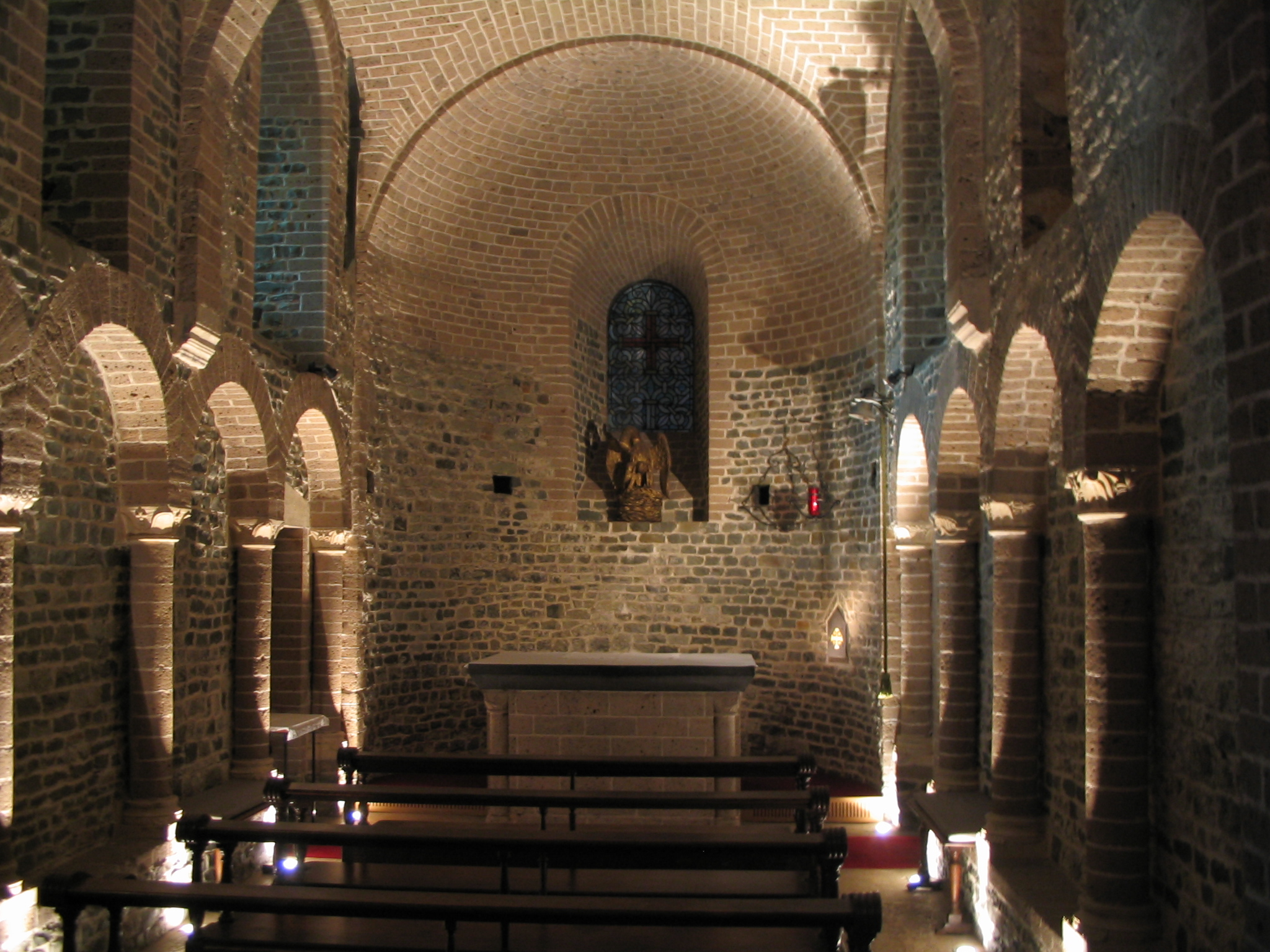
Capilla románica de San Basilio.

La capilla de San Basilio es una de las iglesias de estilo románico mejor preservadas de la provincia de Flandes Occidental. Construida entre 1134 y 1149, la capilla está dedicada a San Basilio el Grande, de quien el conde Roberto II de Flandes trajo una reliquia desde Kayseri, (Capadocia, Anatolia, en la actual Turquía).
La capilla está formada por dos naves a ambos lados de una nave central rematada por el coro, que a su vez termina en un ábside semicircular. En el tímpano situado sobre la entrada que une la capilla y el anexo se ve una representación del bautismo de San Basilio que data del siglo XII. En la nave derecha hay una escultura en madera policromada de una Virgen sedente con el Niño (sedes sapientiae) de principios del siglo XIV. La capilla también cuenta con dos veneradas estatuas de madera, realizadas alrededor de 1900, un Ecce Homo y una piedad, que acompañan a la reliquia de la Santa Sangre en la procesión anual.
A la izquierda del coro se añadió en 1504 la capilla de San Ivo, que alberga las reliquias de San Basilio y del beato Carlos el Bueno, conde de Flandes. El retablo de mármol negro fue ejecutado supuestamente a partir del diseño de Lancelot Blondeel.

## Capilla de la Santa Sangre
Construida originalmente en estilo románico como la capilla de San Basilio, la iglesia superior fue transformada a finales del siglo XV al estilo gótico, y de nuevo renovada en 1823. De la construcción románica original solo quedan los arcos de medio punto que dan acceso a la capilla lateral de la Santa Cruz.

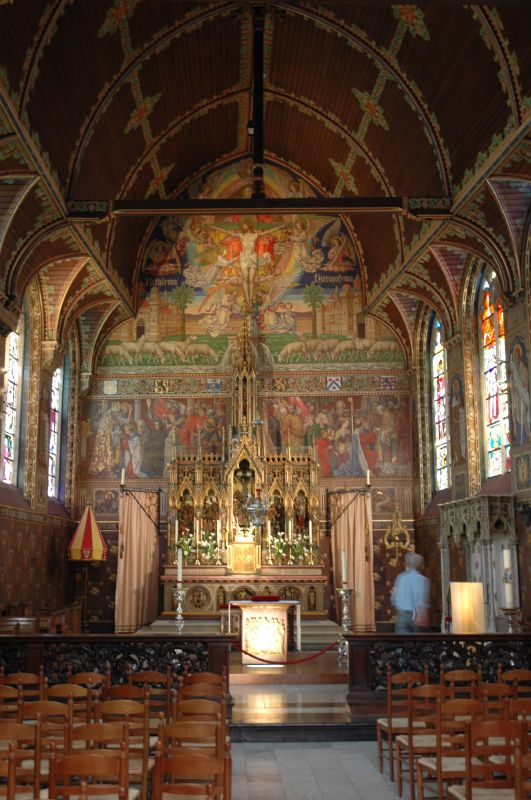
Altar mayor de la basílica de la Santa Sangre.

La escalera monumental que lleva a la capilla superior, denominada comúnmente De Steegheere, se construyó entre 1529 y 1533 en estilo gótico tardío y renacentista, según los dibujos del pintor y arquitecto flamenco Lancelot Blondeel, decorada en el exterior con estatuas esculpidas. La Revolución francesa dejó la escalera muy dañada, y en 1832 se decidió moverla 4 metros hacia atrás y reconstruirla después de eliminar las ruinas de la Oud Steen. Las figuras de bronce dorado representan a Isabel de Borgoña, María de Borgoña, Teodorico de Alsacia y Felipe de Alsacia, y en los medallones se ve a los archiduques de Austria Alberto VII y Maximiliano III, así como a Margarita de York y a Sibila de Anjou, esposa de Teodorico e hija del rey Fulco de Jerusalén.
Durante el siglo XIX, las sucesivas campañas de renovación dieron a la capilla su aspecto final neogótico, con sus características decoraciones murales. Las vidrieras del coro datan de 1845 y representan a los soberanos que reinaron en el condado de Flandes desde Felipe II, duque de Borgoña, hasta la archiduquesa María Teresa de Austria, emperatriz del Sacro Imperio Romano Germánico
En estas renovaciones neogóticas de la capilla de la Santa Sangre intervinieron los siguientes arquitectos y artistas:
- Jean-Baptiste Bethune
- Louis Delacenserie
- Thomas Harper King
- William Curtis Brangwyn (padre de Frank Brangwyn)
- Charles De Wulf, arquitecto de la ciudad de Brujas y ganador del premio de Roma en 1887[5]

El púlpito en forma de globo terráqueo data de 1728 y fue realizado por Henry Pulinckx, que se inspiró en su propósito evangélico: «Id por toda la tierra y predicad el  Evangelio» (Marcos 16:15).
El gran mural tras el altar mayor fue realizado en 1905. En la parte superior, el «Misterio de la cruz» representa a Cristo derramando su sangre, y al fondo, las ciudades de Belén, donde nació, y Jerusalén, donde murió. La parte inferior representa el traslado de la reliquia desde Jerusalén a Brujas: a la izquierda, Teodorico de Alsacia recibe la reliquia de Balduino III, rey de Jerusalén; a la derecha, arrodillado al lado de la condesa Sibila de Anjou, entrega la reliquia al capellán.
El altar mayor que se usa hoy para celebrar misa está decorado con un bajorrelieve en alabastro de principios del siglo XVII que representa la última cena. Cerca del altar mayor se exhiben los atributos típicos de una basílica: el tintinábulo (pequeña campana procesional) y el conopeo (especie de sombrilla procesional de seda roja y amarilla).
Laurent Delvaux terminó en 1751 el altar barroco de mármol blanco que preside la capilla lateral de la reliquia. Los dos ángeles que lo flanquean fueron realizados por Peter Pepers. La reliquia se guarda en un espléndido tabernáculo de plata realizado por el orfebre local François Ryelandt (1709–1774), que representa el Agnus Dei o Cordero de Dios. A la derecha del altar se ve un descendimiento de la cruz, pintura de Jacob van Oost el Viejo. La reliquia se muestra al público todos los viernes, y a diario durante las dos semanas previas al día de la Ascensión.

## Reliquia de la Santa Sangre

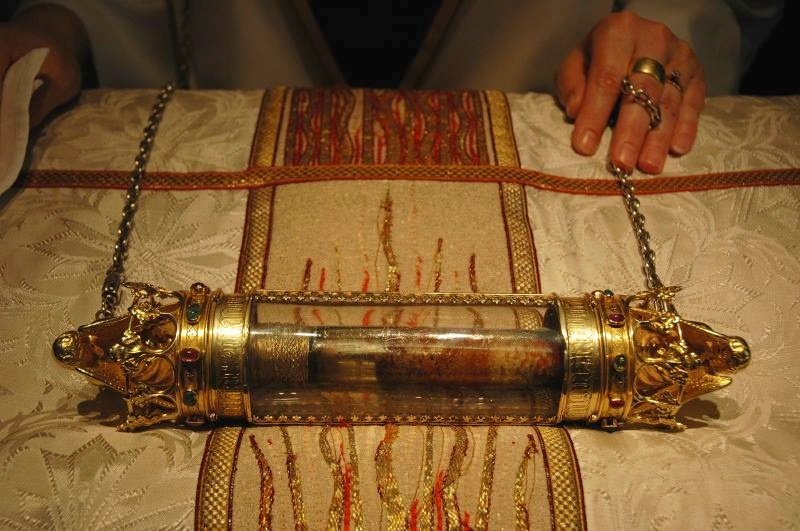
Reliquia de la Santa Sangre, en Brujas.

La basílica es conocida, sobre todo, por ser depositaria de una venerada ampolla que supuestamente contiene un trozo de tela con sangre de Jesucristo, traída a la ciudad por Teodorico de Alsacia en el siglo XII a su vuelta de la Segunda Cruzada.
Aunque la Biblia no menciona que se conservara la sangre de Cristo, uno de los Evangelios apócrifos afirma que José de Arimatea preservó la Santa Sangre después de lavar el cadáver de Cristo. El ofrecimiento diario de la Sangre de Cristo durante la misa era esencial en la vida religiosa de la Edad Media en Europa. Una reliquia real de la Sangre de Jesús tendría gran significado, por ser testigo único de la pasión de Cristo y recordatorio perpetuo del carácter histórico del Evangelio cristiano.
La leyenda popular afirma que la ampolla llegó a Brujas durante la Segunda Cruzada ( 1147–1149) de la mano de Teodorico de Alsacia, que volvió de Jerusalén con la reliquia de la Santa Sangre, obsequio de su cuñado Balduino de Jerusalén, como recompensa por los grandes servicios prestados. No obstante, investigaciones recientes no han encontrado evidencia de la presencia de la reliquia en Brujas antes de la década de 1250. Lo más probable es que la reliquia apareciera cuando el ejército del conde de Flandes Balduino IX intervino en el saqueo de Constantinopla en 1204 durante la Cuarta Cruzada. Desde entonces, el vial ha desempeñado un importante papel en la vida religiosa de la ciudad. El papa Clemente V emitió en 1310 una bula papal que concedía indulgencias a los peregrinos que visitaran la capilla para ver la reliquia.
Estudios recientes muestran que el vial, hecho de cristal de roca en el siglo XI o XII era una botella de perfume bizantina elaborada en la zona de Constantinopla. Nunca se abrió hasta su llegada a Brujas. El cuello está decorado con cordón de oro y su tapa está sellada con cera. La ampolla está encapsulada en un cilindro de oro con frente de cristal cerrado a ambos extremos por coronas decoradas por ángeles. En el marco está grabada la fecha «MCCCLXXXVIII die III maii» (3 de mayo de 1388).

## Procesión de la Santa Sangre
La Procesión de la Santa Sangre parece haber surgido como ceremonia cívica a finales del siglo XIII. Instituida en 1303, la procesión ceremonial conmemora la liberación de la ciudad de la tiranía francesa un año antes, gracias a los héroes nacionales Jan Breydel y Pieter de Coninck, y tiene lugar el día de la Ascensión, siendo una de las más importantes celebraciones religiosas de Bélgica. Los ciudadanos de Brujas realizan una recreación histórica de la llegada del vial, junto con dramatizaciones similares de varios pasajes bíblicos. Cada cinco años se representa el Jeu du Saint Sang
El relicario utilizado durante la procesión, que se exhibe en el museo de la basílica, fue elaborado en 1617 en Brujas por el orfebre Jan Crabbe con unos 30 kg de oro y plata y más de 100 piedras preciosas. Consiste en un receptáculo hexagonal incrustado de piedras preciosas y coronado por estatuas de oro que representan a Jesucristo, la Virgen María, San Donato (patrón de Brujas) y San Basilio el Grande.

## Jeu du Saint Sang
El Jeu du Saint Sang (Misterio de la Santa Sangre) es una representación teatral de la pasión. La obra de teatro se publicó por primera vez en 1938 y fue traducida al francés por Émile Schwartz.

## Curiosidades
En la película In Bruges (2008) Brendan Gleeson, en el papel de Ken, visita la reliquia de la Santa Sangre. No obstante, en lugar de la basílica, la secuencia se rodó en la iglesia de Jerusalén (Jeruzalemkerk), un templo privado construido en el siglo XV según los planos de la iglesia del Santo Sepulcro de Jerusalén.

## Galería de imágenes

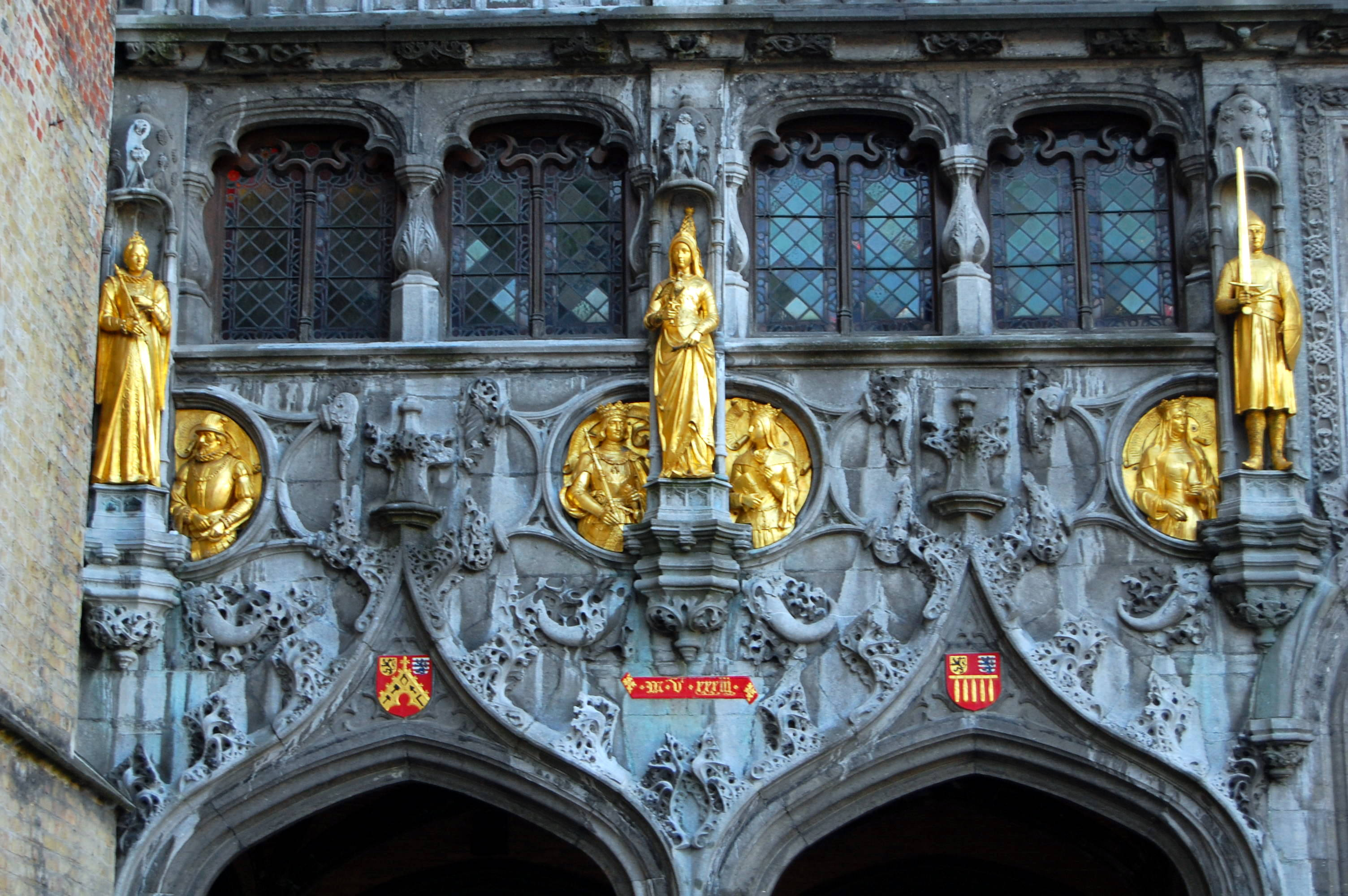
Detalle de la entrada a la basílica.
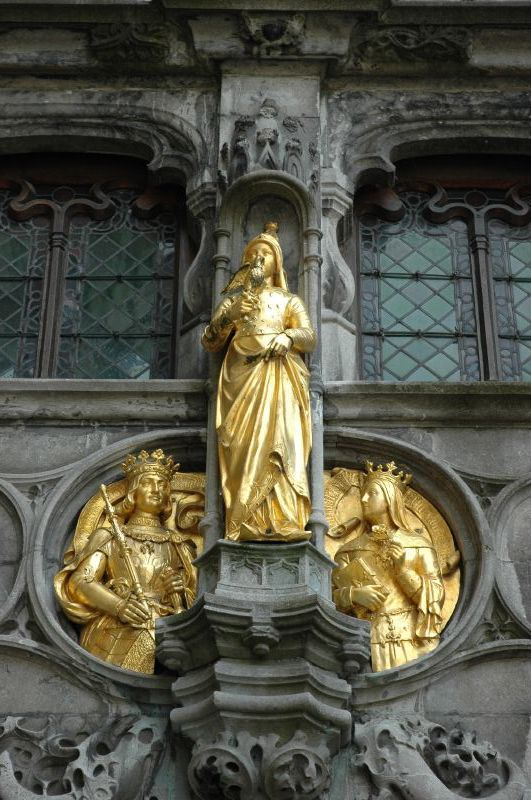
Detalle de la escalera que conduce a la basílica de la Santa Sangre.
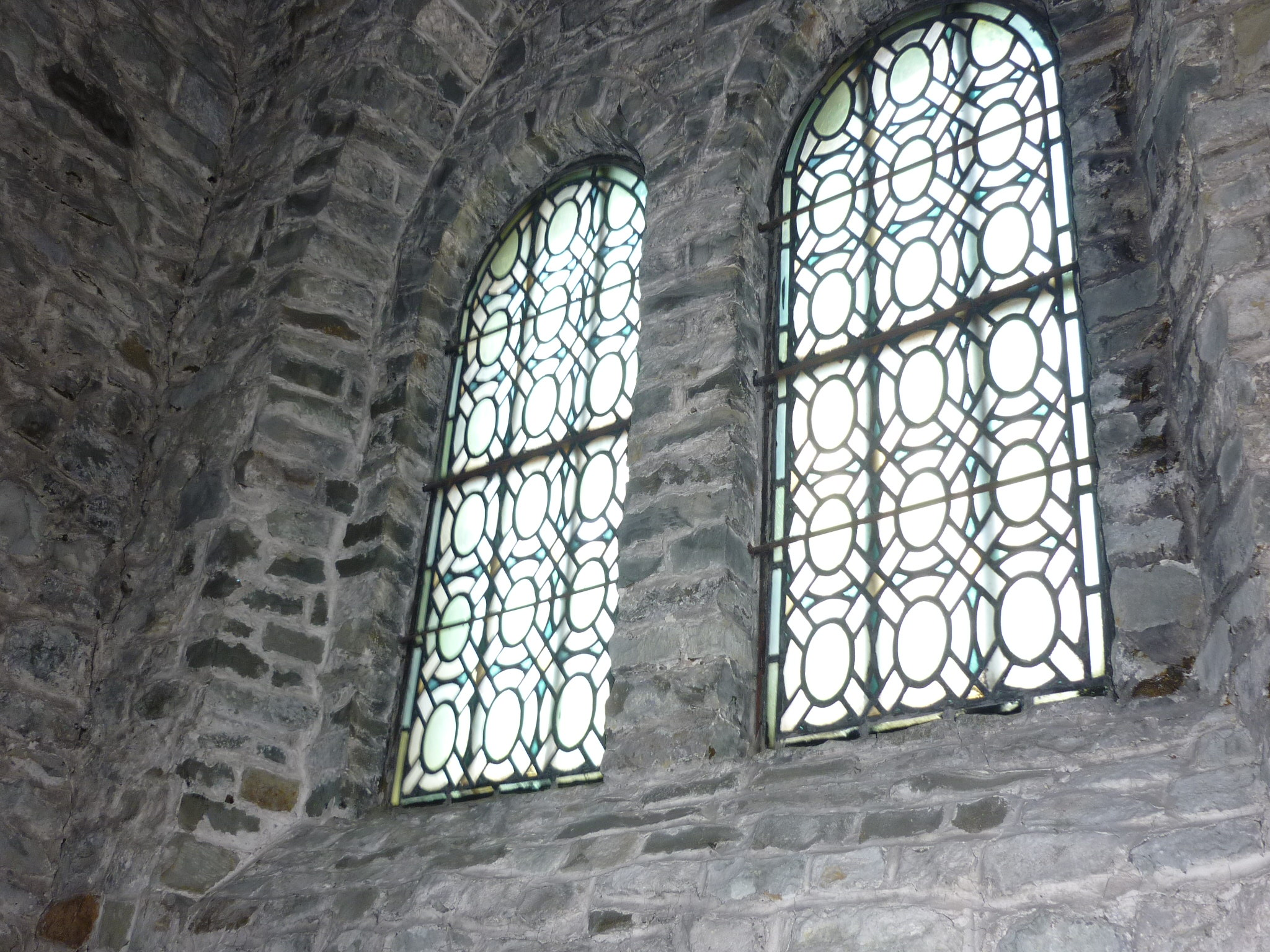
Vidrieras en la escalinata.
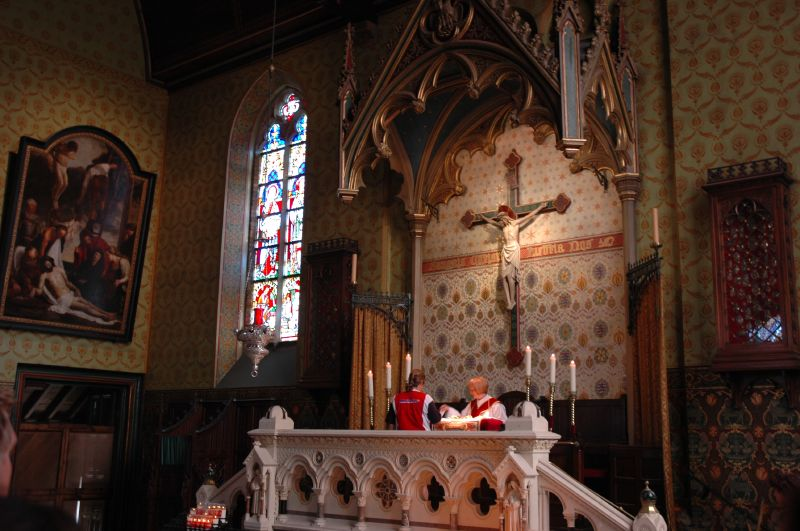
Capilla lateral en la que se presenta la Santa Sangre a los fieles.
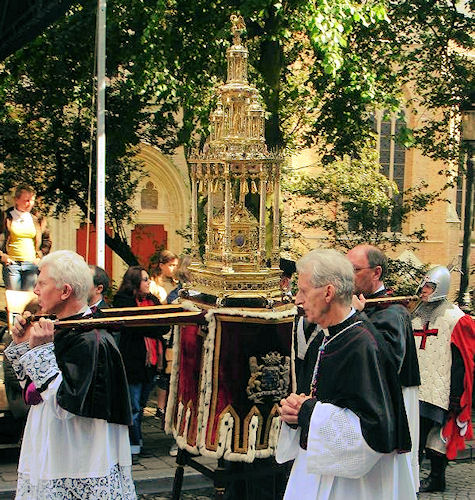
Reliquia de la Santa Sangre portada a hombros durante la procesión.
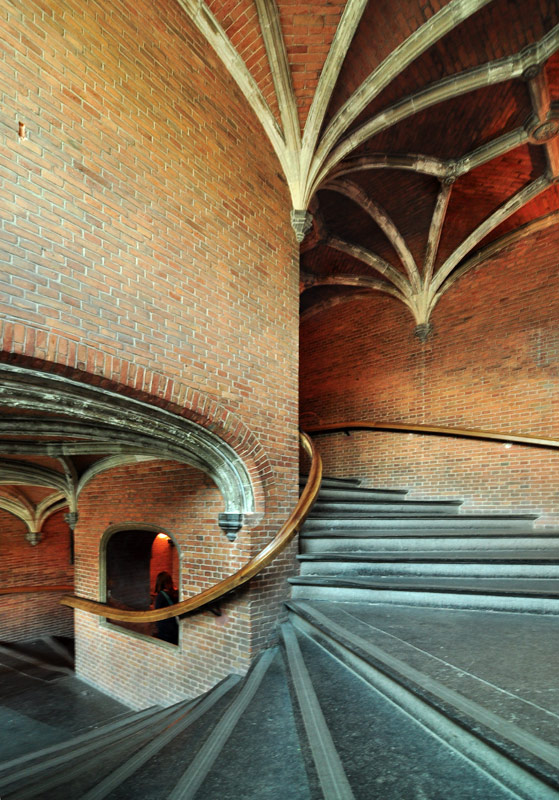
Escalinata de la basílica de la Santa Sangre.